# Deggendorf (distrito)
Deggendorf é um distrito da Alemanha, na região administrativa de Niederbayern, estado de Baviera.

## Cidades e Municípios
- Cidades:

1. Deggendorf
2. Osterhofen
3. Plattling

- Municípios:

1. Aholming
2. Auerbach
3. Außernzell
4. Bernried
5. Buchhofen
6. Grafling
7. Grattersdorf
8. Hengersberg
9. Hunding
10. Iggensbach
11. Künzing
12. Lalling
13. Metten
14. Moos
15. Niederalteich
16. Oberpöring
17. Offenberg
18. Otzing
19. Schaufling
20. Schöllnach
21. Stephansposching
22. Wallerfing
23. Winzer